# Łuhowa (rejon iliniecki)
Łuhowa (ukr. Лугова) – wieś na Ukrainie, w obwodzie winnickim, w rejonie ilinieckim.